# Sérgio Macaco
Sérgio Ribeiro Miranda de Carvalho (Rio de Janeiro, 17 de julho de 1930 — Rio de Janeiro, 5 de fevereiro de 1994), conhecido como Sérgio Macaco, foi um militar da FAB, integrante do esquadrão paraquedista de resgate Para-Sar.

## Dados biográficos
Considerado um dos mais obstinados e admirados oficiais da unidade, em 1968  "Ele se recusou a cumprir ordens do brigadeiro João Paulo Moreira Burnier, que tinha o plano de explodir o gasômetro do Rio de Janeiro e dinamitar uma represa. Apenas a explosão do gasômetro, planejada para ocorrer na hora do rush, mataria em torno de 10 mil pessoas. A culpa seria atribuída aos comunistas, o que legitimaria uma verdadeira “caça às bruxas”, com o apoio da opinião pública, que seria devidamente preparada para apoiar esse endurecimento do regime. Perguntado por Burnier se concordava com o plano, Sérgio Macaco respondeu:
— Não. Não concordo. E enquanto eu estiver vivo isso não acontecerá. (...). Não me calo e darei conhecimento de tais fatos ao ministro.
Na lista dos alvos, estavam Carlos Lacerda, Juscelino Kubitschek, dom Hélder Câmara e o líder estudantil Vladimir Palmeira." A denúncia foi repercutida pelo jornal Correio da Manhã, e Sérgio conquistou o apoio do brigadeiro Eduardo Gomes. O caso, no entanto, foi ignorado pela Aeronáutica e Sérgio Carvalho acabou reformado pelo Ato Institucional Número Cinco, perdendo a patente e o meio de vida.
Em 1985, recebeu a primeira homenagem pública desde que foi cassado, tendo o título de "Cidadão Benemérito do Rio de Janeiro" concedido a ele pela Assembleia Legislativa do Estado do Rio de Janeiro. A cerimônia, realizada no dia 12 de junho daquele ano, contou ainda com a presença de Luís Carlos Prestes.
Envolveu-se na política, tendo assumido como suplente o mandato de deputado federal pelo PDT do Rio de Janeiro durante três ocasiões da legislatura 1987-1991: de 3 de janeiro de 1989 a 3 de abril de 1990, na vaga do deputado Edésio Frias; de 1º de julho a 30 de outubro de 1990, na vaga do deputado Lysâneas Maciel; e em 9 de janeiro de 1991, quando foi efetivado na vaga do deputado Doutel de Andrade.
Em 1992 o Supremo Tribunal Federal reconheceu os direitos do capitão, estabelecendo que ele devia ser promovido a brigadeiro – posto que teria alcançado se tivesse permanecido na Aeronáutica. O então ministro da Aeronáutica, o brigadeiro Lélio Viana Lobo, ignorou a decisão da corte, sendo o Supremo Tribunal Federal obrigado a mandar um ofício exigindo o cumprimento da lei. Lobo novamente se recusou, transferindo o problema para o presidente da República, à época Itamar Franco, que por sua vez protelou a decisão até que Sérgio morreu de câncer em 1994, sem ver sua patente restabelecida ou receber a promoção a que tinha direito. Em 1997, a família de Sérgio foi indenizada pelo governo com o valor relativo às vantagens e soldos que ele deixou de receber entre os anos de 1969 e 1994.